# شهرستان هویتونگ
شهرستان هویتونگ (به لاتین: Huitong County) یک منطقهٔ مسکونی در چین است که در هیوایهوا واقع شده‌است. شهرستان هویتونگ ۲٬۲۴۴٫۴۶ کیلومتر مربع مساحت و ۳۱۸٬۶۸۶ نفر جمعیت دارد.